# Aeschynomene fascicularis
Aeschynomene fascicularis är en ärtväxtart som beskrevs av Adelbert von Chamisso och Diederich Franz Leonhard von Schlechtendal. Aeschynomene fascicularis ingår i släktet Aeschynomene och familjen ärtväxter. Inga underarter finns listade i Catalogue of Life.